# Iglesia de San Jorge de Mughni (Tiflis)

La Iglesia de San Jorge de Mughni (en armenio: Մուղնեցվոց Սուրբ Գևորգ Եկեղեցի en georgiano: წმინდა გიორგის მუღნის ეკლესია) también conocida como Iglesia de San Gevork de Mughni (Gevork en armenio es cognado de Jorge) es una iglesia armenia del siglo XIII situada en Tiflis, Georgia que fue totalmente reconstruida en 1756.  Es de ladrillo y su tipología arquitectónica es la de una cruz dentro de un perímetro rectangular, con cuatro soportes exentos.

## Estado actual
Hasta mediados de la década de 1980, la iglesia funcionó como museo de arte popular. En 1990, ya no era un museo y su interior yacía en ruinas.
El vestíbulo adosado a la fachada occidental de la iglesia fue destruido en mayo de 1991. Las grandes grietas en los muros de la iglesia sirvieron de excusa a las autoridades georgianas para destruir la iglesia en lugar de repararla.
Durante la noche del 18 de noviembre de 2009, la cúpula de la iglesia se derrumbó. Según los lugareños, las recientes lluvias habían debilitado aún más la ya muy dañada estructura de la iglesia. La cadena de televisión georgiana Rustavi 2 informa de que el gobernador del distrito prometió destinar fondos a la rehabilitación de la iglesia tras visitar la ruina el 19 de noviembre de 2009.

## Galería

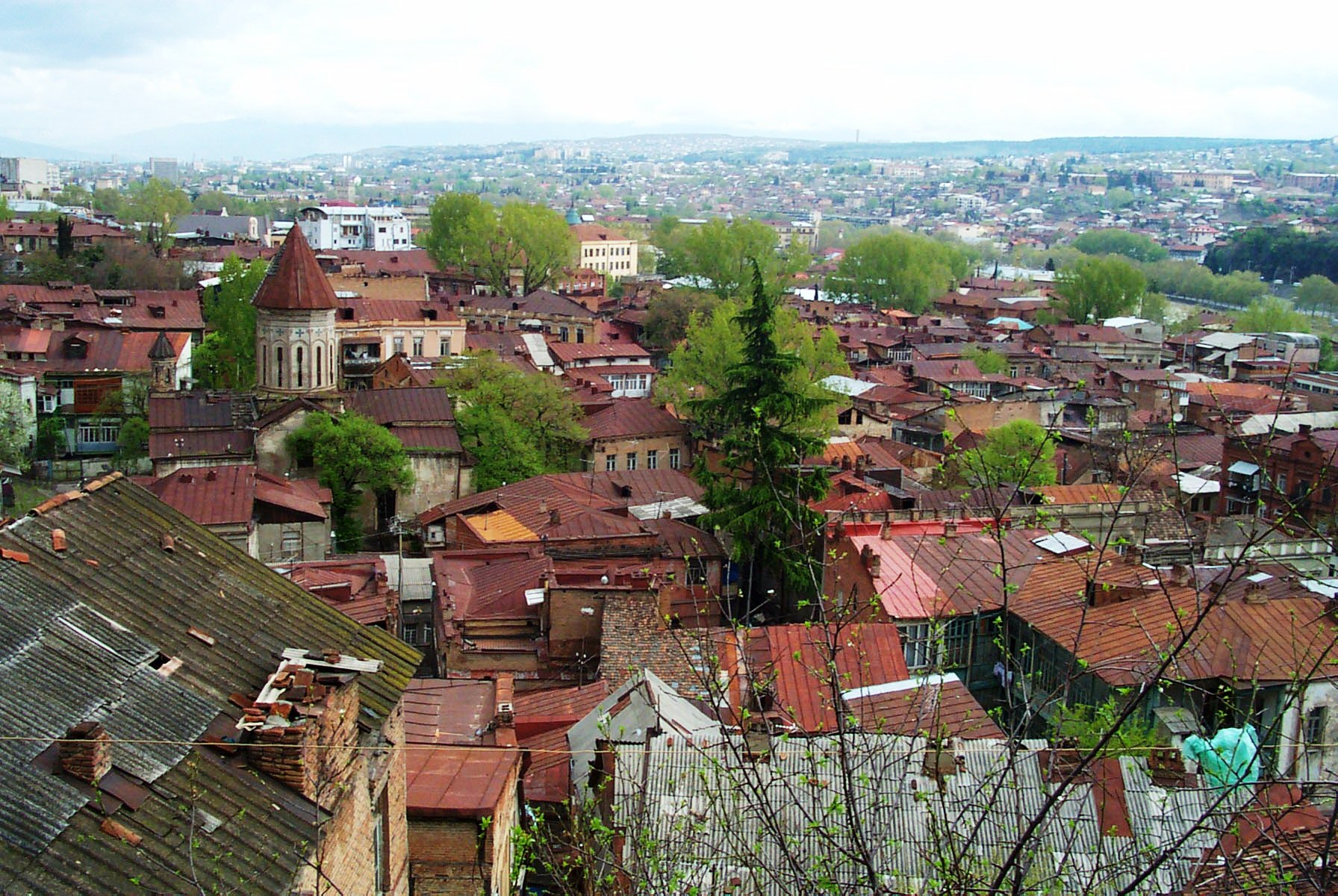
Vista de los tejados de la Antigua Tiflis y la iglesia.
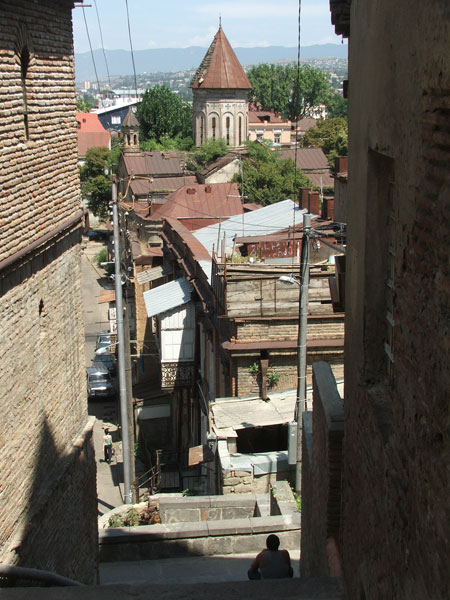
Vista desde una calle estrecha
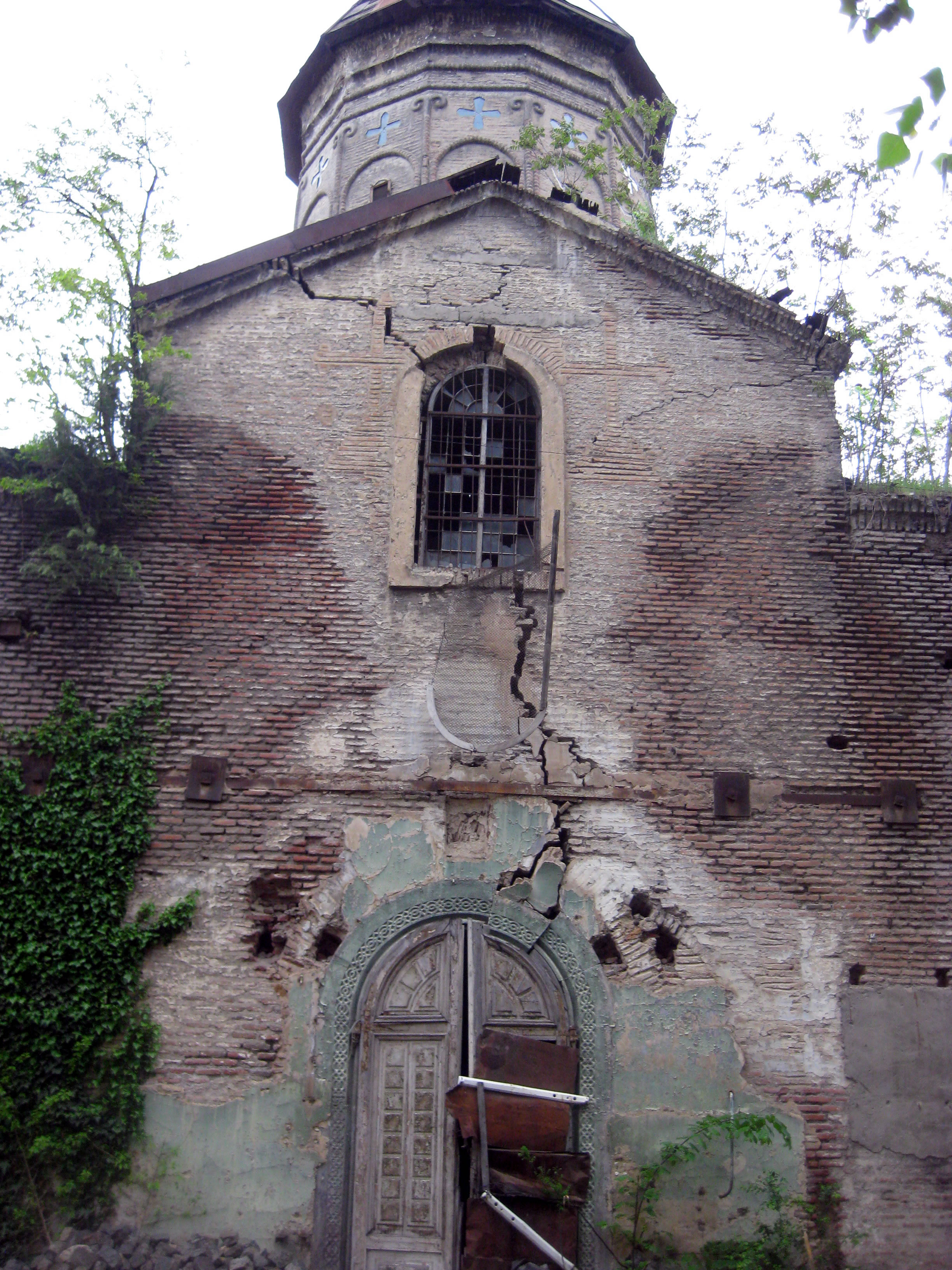
Entrada cerrada con grietas a lo largo de la pared
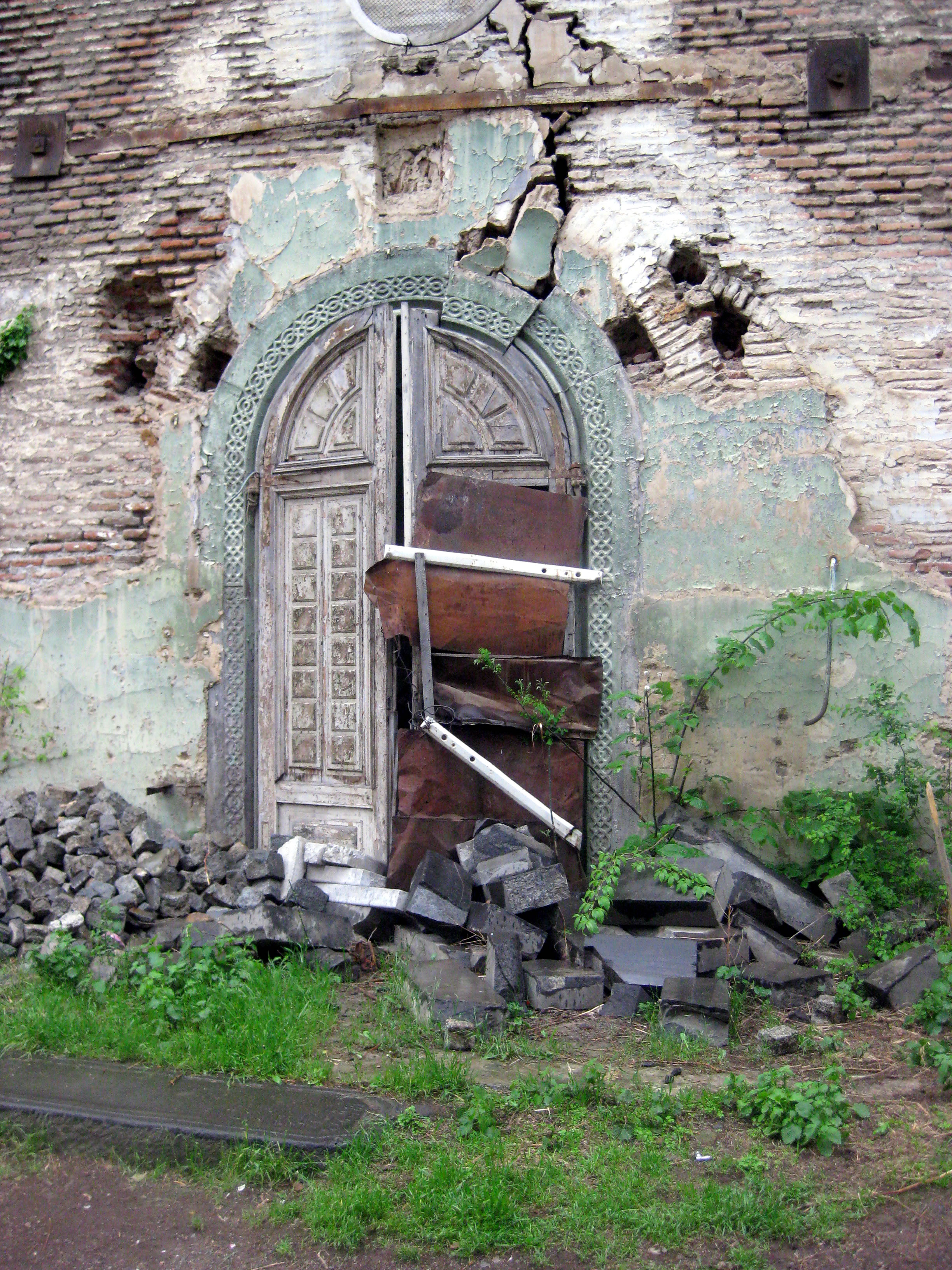
Vista de la entrada cerrada.
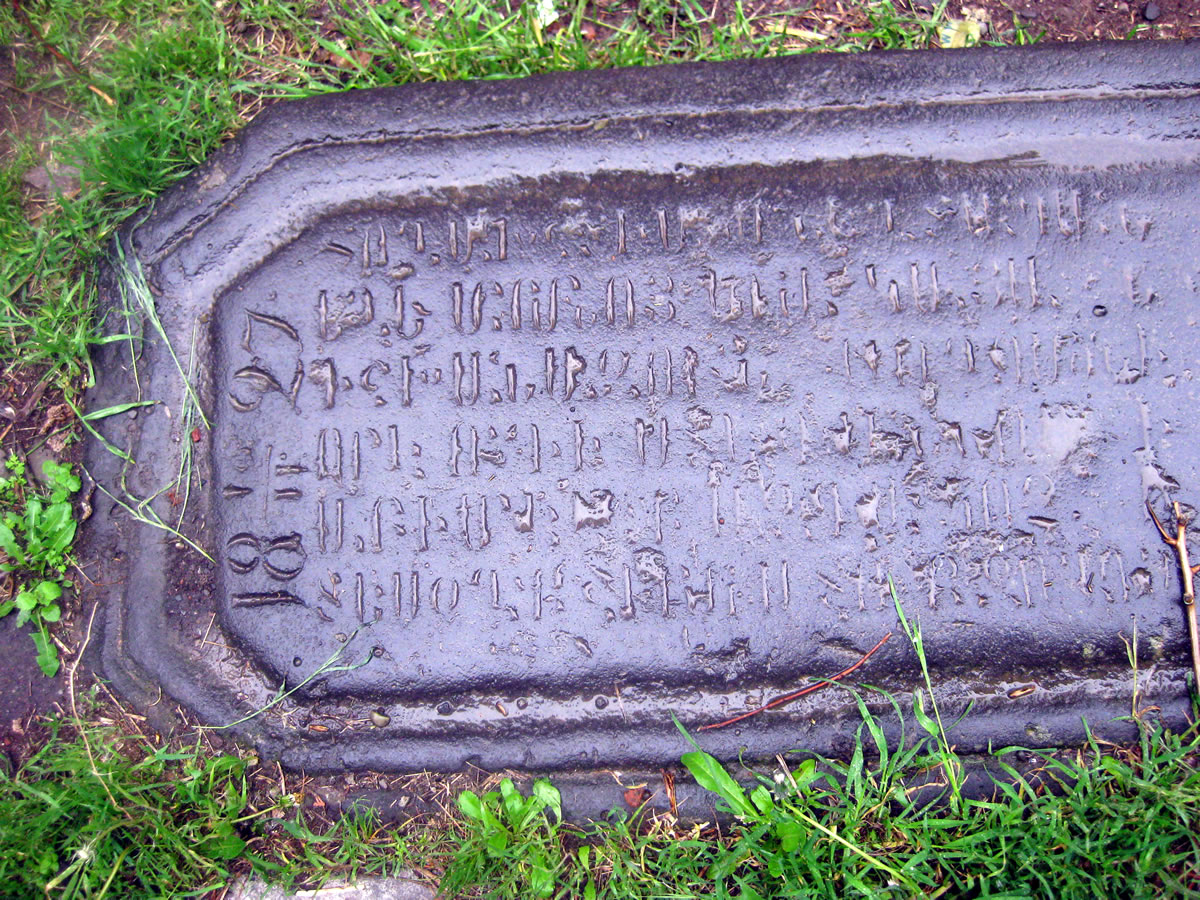
Una inscripción en la lápida en Armenio
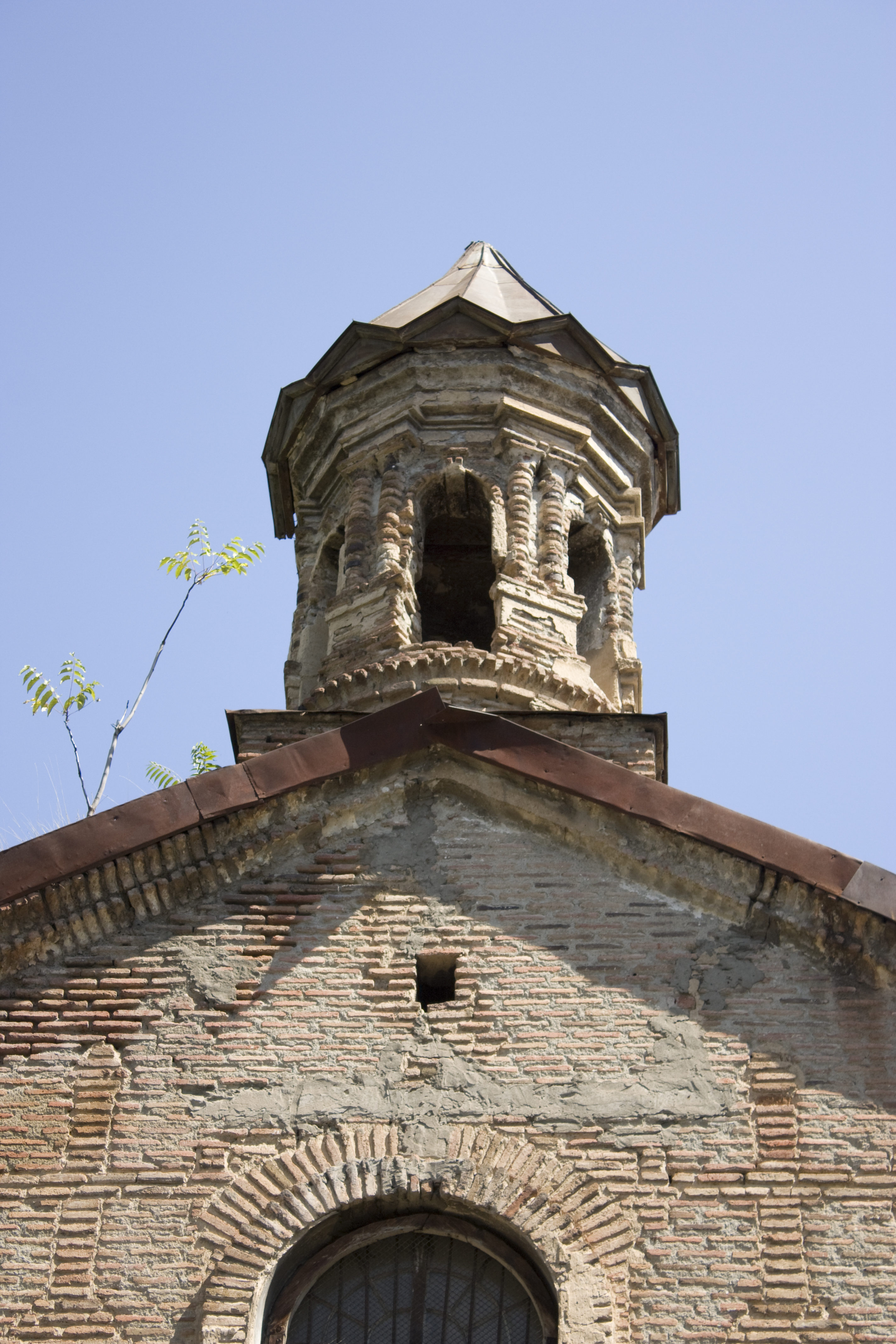
El campanario